# Jules e Thomas Naudet
Jules Clément Naudet (Paris, França, 26 de Abril de 1973) e Thomas Gédéon Naudet (Paris, 27 de março de 1970) são dois diretores de cinema franceses. Os irmãos, residentes nos Estados Unidos da América desde 1989, estavam na cidade de Nova Iorque na época dos ataques de 11 de Setembro.  Jules capturou filmagens do voo 11 da American Airlines a se chocar com a torre norte do World Trade Center. Jules é casado e tem dois filhos.